# Mohamed Soussi
Mohamed Soussi, né le 17 janvier 1993 à Nabeul, est un handballeur tunisien jouant au poste d'arrière.
En 2017, il rejoint le Montpellier Handball avec lequel il remporte la Ligue des champions 2017-2018.

## Palmarès

### En clubs
Compétitions nationales
- Vainqueur du championnat de Tunisie : 2015[1]
- Vainqueur de la coupe de Tunisie : 2015[1]
- Vainqueur du Trophée des champions : 2018
- Deuxième du championnat de France : 2018

Compétitions internationales
- Vainqueur de la Ligue des champions d'Afrique 2014[1]
- Vainqueur de la Supercoupe d'Afrique : 2015
- Vainqueur de la Ligue des champions : 2018
- Vainqueur du championnat arabe des clubs champions : 2012[1]
- Médaille de bronze à la Ligue des champions d'Afrique : 2013

### En équipe nationale
Jeux olympiques
- 1er tour aux Jeux olympiques de 2016 ( Brésil)

Championnat du monde
- 19e au championnat du monde 2017 ( France)
- 12e au championnat du monde 2019 ( Danemark)
- 25e au championnat du monde 2021 ( Égypte)

Championnat d'Afrique des nations
- Médaille d'argent au championnat d'Afrique 2016 ( Égypte)
- Médaille d'or au championnat d'Afrique 2018 ( Gabon)
- Médaille d'argent au championnat d'Afrique 2020 ( Tunisie)